# Play (Jüri Pootsmann)
Play è un singolo del cantante estone Jüri Pootsmann, pubblicato il 4 gennaio 2016 dall'etichetta discografica Universal Music Group. Il brano ha rappresentato l'Estonia all'Eurovision Song Contest 2016.

## Il disco
Play è stato scritto da Fred Krieger, Vallo Kikas e dal rappresentante estone all'Eurovision Song Contest 2015 Stig Rästa.
Jüri ha partecipato all'Eesti Laul 2016, il programma nazionale estone per la selezione dell'artista e della canzone da mandare all'Eurovision Song Contest 2016. Dopo aver superato la seconda semifinale del 20 febbraio ottenendo il massimo dei voti dalla giuria e dal televoto, Jüri si è esibito nella finale del 27 febbraio, ottenendo il massimo del punteggio sia dalla giuria che dal televoto e garantendosi un posto sul palco dell'Eurovision a Stoccolma, dove ha cantato Play per tredicesimo nella prima semifinale del 10 maggio.
Jüri tuttavia non si è qualificato per la finale del 14 maggio. È arrivato sedicesimo al televoto con 15 punti e diciottesimo nel voto della giuria con 9 punti, accumulando in totale 24 punti e piazzandosi diciottesimo e ultimo su diciotto partecipanti.

## Tracce
Download digitale
1. Play – 2:59

## Classifiche
| Classifica (2016) | Posizione massima |
| ----------------- | ----------------- |
| Estonia           | 3                 |